# Куп Србије у рукомету
Куп Србије, познат и као Куп проф. др Бранислав Покрајац, национални је рукометни куп Републике Србије који се одржава у организацији Рукометног савеза Србије.
У првом делу сезоне се игра основни ниво Купа, тј. регионални купови (групе Запад, Исток и Београд и Војводина) где се нижеразредни клубови боре за пласман у завршницу Купа Србије, а само освајачи регионалних купова обезбеђују пласман у осмину финала Купа Србије, где им се прикључују клубови из Суперлиге Србије.

## Историја
Куп Србије је правни наследник Купа Србије и Црне Горе. Куп Србије и Црне Горе је одржан само три пута, јер се Државна заједница Србија и Црна Гора 2006. раздвојила на Србију и Црну Гору, па је и овај куп тада раздвојен на два дела — Куп Црне Горе и Куп Србије.
Од сезоне 2019/20. такмичење носи име Бранислава Покрајца.

## Финала
| Сезона                        | Финале                   | Финале                            | Финале         |
| ----------------------------- | ------------------------ | --------------------------------- | -------------- |
| Сезона                        | Победник                 | Резултат                          | Финалиста      |
| 2006/07. (Крагујевац)         | Партизан (1)             | 31 : 26                           | Југовић        |
| 2007/08. (Панчево)            | Партизан (2)             | 28 : 23                           | Колубара       |
| 2008/09. (Ниш)                | Колубара (1)             | 22 : 18                           | Партизан       |
| 2009/10. (Смедерево)          | Колубара (2)             | 30 : 29                           | Црвена звезда  |
| 2010/11. (Нови Сад)           | Војводина Железничар (1) | 22 : 21                           | Црвена звезда  |
| 2011/12. (Бор)                | Партизан (3)             | 23 : 22                           | Спартак Војпут |
| 2012/13. (Панчево)            | Партизан (4)             | 30 : 24                           | Зајечар        |
| 2013/14. (Ниш)                | Железничар 1949 (1)      | 30 : 26                           | Црвена звезда  |
| 2014/15. (Нови Сад)           | Војводина (2)            | 34 : 23                           | Спартак Војпут |
| 2015/16. (Шабац)              | Металопластика (1)       | 26 : 24                           | Војводина      |
| 2016/17. (Горњи Милановац)    | Црвена звезда (1)        | 20 : 18                           | Спартак Војпут |
| 2017/18. (Нови Сад)           | Железничар 1949 (2)      | 21 : 19                           | Војводина      |
| 2018/19. (Смедерево)          | Војводина (3)            | 27 : 22                           | Динамо Панчево |
| 2019/20. (Зрењанин)           | Војводина (4)            | 32 : 20                           | Динамо Панчево |
| 2020/21. (Смедерево)          | Војводина (5)            | 19 : 17                           | Металопластика |
| 2021/22. (Лесковац)           | Металопластика (2)       | 29 : 28                           | Војводина      |
| 2022/23. (Нови Сад / Панчево) | Војводина (6)            | 58 : 53 (28 : 22 , 30 : 31)       | Динамо Панчево |
| 2023/24. (Нови Сад)           | Партизан (5)             | 24 : 24 (29 : 28 након седмераца) | Војводина      |
| 2024/25. (Краљево)            | Војводина (7)            | 28 : 26                           | Партизан       |

- У загради поред сезоне наведен је град у коме је одржан завршни турнир или одигран финални меч.

### Успешност клубова
| Поз. | Клуб            | Победник                                     | Финалиста                  |
| ---- | --------------- | -------------------------------------------- | -------------------------- |
| 1.   | Војводина       | 7 (2011, 2015, 2019, 2020, 2021, 2023, 2025) | 4 (2016, 2018, 2022, 2024) |
| 2.   | Партизан        | 5 (2007, 2008, 2012, 2013, 2024)             | 2 (2009, 2025)             |
| 3.   | Колубара        | 2 (2009, 2010)                               | 1 (2008)                   |
| 3.   | Металопластика  | 2 (2016, 2022)                               | 1 (2021)                   |
| 5.   | Железничар 1949 | 2 (2014, 2018)                               | —                          |
| 6.   | Црвена звезда   | 1 (2017)                                     | 3 (2010, 2011, 2014)       |
| 7.   | Спартак Војпут  | —                                            | 3 (2012, 2015, 2017)       |
| 7.   | Динамо Панчево  | —                                            | 3 (2019, 2020, 2023)       |
| 9.   | Југовић         | —                                            | 1 (2007)                   |
| 9.   | Зајечар         | —                                            | 1 (2013)                   |